# 华北军区
华北军区，是中国人民解放军在第二次国共内战至中华人民共和国建立初期设立的一级军区。

## 历史
1948年5月9日，中共中央决定晋察冀军区与晋冀鲁豫军区合并组成华北军区。5月21日成立。
- 司令员聂荣臻
- 政治委员薄一波
- 第一副司令员徐向前
- 第二副司令员滕代远
- 第三副司令员萧克
- 参谋长赵尔陆/唐延杰
  - 副参谋长王世英负责军事情报
  - 副参谋长曾美
  - 副参谋长王平兼干部部部长(51.4-52.4)
  - 作战处处长：唐永健（1948.5-1950.4）/杨尚德（1950年4月-1950年10月）/曾美（1950年10月-1951年7月）/杨尚德（1953-）
  - 训练处处长赵冠英
  - 情报处处长马文波
  - 通信处处长兼政委林伟
  - 机要处处长阳自碧
  - 军务处处长宫呈祥
  - 人民武装处处长宋冠英
  - 管理处处长夏朝安
- 政治部主任罗瑞卿/朱良才
  - 政治部副主任蔡树藩/张南生/张致祥/谢良
  - 秘书长周致远
  - 组织部部长林接标，副部长张正光
  - 宣传部副部长蓝茅
  - 文化部副部长丁里
  - 保卫部部长叶运高 副部长兼军法处处长白儒生
- 干部部 部长王平
  - 任免处处长钟元辉
  - 组织统计处处长曹中南
- 后勤部长兼政委周文龙
  - 后勤部副部长赵镕
  - 后勤部副政委苏启胜、杨叶澎
  - 政治部副主任翁祥初(51.5-52.5)/邓经纬/王进轩
  - 财务部部长肖永正 副部长吴尔祯(54.4-55.4)
  - 生产部部长吴树声 副部长吴志远
  - 军需部部长杨植亭 政委范富山 副部长资建侯
  - 军械部 部长张西帆(52.5-55.4) 政委张贻祥 副政委郑鹤麟(52.5-54.4)
  - 运输部部长黄光霞 政委杨国敬
    - 华北军区后勤部汽车学校政委黄鹏

  - 营房管理部政委陈伯禄
  - 卫生部部长殷希彭 政委康健生/朱玉学 副部长叶青山/黄俊
- 华北军区野战军
  - 华北第1兵团
    - 司令员兼政治委员徐向前
    - 第8纵队
    - 第13纵队
    - 第15纵队

  - 华北第2兵团（晋察冀野战军）
    - 司令员杨得志
    - 第一政治委员罗瑞卿
    - 第二政治委员杨成武
    - 第2纵队
    - 第3纵队
    - 第4纵队
    - 第6纵队

  - 华北军区第1纵队（北岳军区）司令员唐延杰，政委邝伏兆
  - 华北军区第7纵队（冀中军区）司令员孙毅，政委林铁
  - 华北军区第11纵队（冀鲁豫军区，配属华东野战军指挥）
  - 华北军区第14纵队（冀南军区）
  - 北岳军区
  - 冀中军区
  - 冀南军区
  - 冀鲁豫军区
  - 太行军区
  - 太岳军区
  - 晋中军区
  - 绥察军区
  - 华北补训兵团：1948年5月初在晋察冀补训团（1948年3月成立）的基础上组建该兵团。机关设在石家庄原国民党石门税务大楼，与解放军石家庄警备区是一套机关，两个牌子。司令员滕代远，副司令员兼代司令员曾涌泉  副司令员兼参谋长叶楚屏 政治部主任旷伏兆 副参谋长刘伯阳。大决战前夕，华北军区决定：由冀南、晋中、太行、冀鲁豫、太岳军区各组建一个俘训旅，划归华北补训兵团建制，依次称第5、第6、第7、第8、第9补训旅。1949年7月撤销，43 000名教员学员南下，其中补训第1、3、5、8旅调归第二野战军，补训第6、7、9旅调归第四野战军，补训第2、4旅分别并入华北军政大学和北平纠察总队，兵团机关调归公安部队。共举办了3期集训，训练新战士83 623人，训练解放战士和初级军官61 947人，共计培训干部战士145 570人，向西北、中原、华南、华北各战略区输送兵员116 459人。
    - 补训第1旅 旅长：陈开禄  政委：雷钦
    - 补训第2旅 旅长：白志文   政委：张华
    - 补训第3旅 旅长：黄永山   政委：黄胜明
    - 补训第4旅 旅长：张鸿烈  政委：王元和
    - 补训第5旅（48年12月由冀南军区组建）政委：马金昌  副旅长：李所庵
    - 补训第6旅（48年12月由晋中军区组建） 旅长：贺礼保   政委：方国南
    - 补训第7旅（48年12月由太行军区组建）副旅长：李忠太  副政委：王长清
    - 补训第8旅（48年12月由冀鲁豫军区组建） 副旅长：江海山 副政委：解长林
    - 补训第9旅（48年12月由太岳军区组建）  副旅长：张自如  副政委：许兴文

  - 华北军政大学：政委王之平
    - 华北步兵学校：由华北野六纵随营学校（原为晋察冀一分区教导队，沿革为察哈尔军区军政干部学校）、晋冀鲁豫军政大学、冀中军区保卫部这3个部分于1948年1月在河北晋县组成。赵再生任校长，李青川任教育长，副教育长吕展，供给部长翟家骏（来自冀中），王志廉负责后勤，杨浩代理政治部主任。开展土改和三查三整运动。1948年4月二纵随营学校（校长郑旭煜）、三纵随营学校（校长张行忠）、四纵随营学校（校长朱遵斌，政委刘福）全都并进来，张明河带来的晋察冀军政干部学校政治部；张明河任学校政委，政治部主任张廼更，政治部副主任郑旭煜。教育长下辖军教科（战术教学组、侦察教学组、队训教学组）、政教科、文教科。1948年6月11日，华北军政大学召开成立大会，全校师生12186人，其中华北步兵学校4948人，占总数的百分之40。1948年10月，傅作义 准备从保定闪击石家庄，华北步兵学校的两个学员大队沿滹沱河布防，对外称“石家庄警备旅”，旅长吕展。1948年12月26日华北步兵学校改为“平津卫戍司令部纠察总队”，总队长兼政委张明河，参谋长李青川，政治部主任张廼更，参谋处辖作战科、侦察科、警备科、管理科，政治部辖组织科、宣传科（后增设教育科、宣传队）、保卫科、军法处，办公室，供给处，卫生处，第一大队（吕展），第二大队（朱遵斌），直属大队（翟家骏），北平纠察总队向驻良乡的北平军管会报道。天津纠察总队以原步校政治部系统的组织科、干部科、宣传科，以及三、四两个大队组建，总队长兼政委赵再生，参谋长周自为、政治部主任郑旭煜，从良乡出发赴河北省霸县胜芳镇天津市军管会报到。1949年8月天津纠察总队完成任务，奉命撤销；天津纠察总队第三大队调到北平，编入北平纠察总队；9月5日，由警备团、平津纠察训练总队第二团（9月3日入津）、天津市公安局巡察大队、华北补训兵团领导机关抽调的干部及通勤人员共同合编成“天津市人民政府公安局公安总队”，总队长张宜友/万晓塘，政委陈伯禄，总队副政委杨国喜。

建国后华北军区辖各省军区、各野战军：
- 华北军区空军司令员徐德操 参谋长油江，政治部主任李克如 干部部部长梁达三 后勤部部长任达之 空7师师长钟辉琨/韩顾三 空14师师长王毓淮 政委谢继友 空17师师长李树荣  政委罗斌
- 华北军区防空部队参谋长刘秉彦 政治部主任吴建初 副参谋长刘鹏 政治部副主任王尔鸣
- 华北军区炮兵
  - 炮兵司令员高存信
  - 炮兵政委甘思河
  - 炮兵参谋长李健 副参谋长赵大满
  - 炮兵政治部主任张希才/佘积德/周致远(53.5)
  - 华北炮兵第1旅/解放军炮兵第3师师长：赵章成  政委：王英高  参谋长：徐小达
  - 华北炮兵第2旅/解放军炮兵第4师师长：高存信  政委：李呈瑞  参谋长：李健
  - 华北军区炮兵学校副校长韩庄
  - 第三炮兵训练基地司令员赵章成 政委方官富
  - 第8炮兵训练基地政委袁逸田
- 华北军区装甲兵参谋长赖富(52.7)
  - 战车1师政委杨永松
- 第11军：政委鲍先志，副军长张廷发 政治部主任裴志耕  33师师长童国贵
- 第66军军长兼天津警备区司令员肖新槐 政委王紫峰(休养干部) /张连奎，副军长成少甫  参谋长方之中 政治部主任黄连秋 副参谋长苏锦章 干部部部长岱忠信 干部部副部长智生元 196师政委杨世明(51.6-52.7） 197师政委钟炳昌 198师师长王茂全
- 第69军 副军长： 周彪  副政委： 漆远渥
  - 第205师师长：杜文达   政委：谢继友 副师长：黄光明  参谋长： 郭健
  - 第206师师长：刘秉章  政委：马泽迎 副师长：万振西 参谋长： 苏锦章
  - 第207师师长： 黎光  政委： 邓可运  政治部主任：李惠芹
- 第70军政委：甘渭汉  副军长：石志本 副政委：甘思和  参谋长：高厚良
  - 第209师师长：曹玉清 政委：丁先国 副师长： 陈延寿 参谋长：贾建国
  - 第210师师长： 黄光霞 政委：张希才 副师长： 李大磊 参谋长：白云
- 第23兵团代政委兼政治部主任裴周玉 副参谋长袁庆荣 后勤部部长张升初(50.12-52.3) 后勤部政委许义华(51.8-52.12)
  - 第36军政委康健民 参谋长樊折桂 政治部主任李远 107师代政委慕湘
  - 第37军：军长张世珍，政委帅荣 副军长冯梓  政治部主任张逊之 109师政委曾威(50.2-52.3) 111师政委李登嵩
- 骑兵1师政委李佐玉
- 河北军区司令员彭明治，第一副司令员孟庆山，第二副司令员于权伸 副政委王奇才 参谋长索立波(49.1-50.8.学习)/杜文达(50.10-52.8)/贾桂荣(52.7) 政治部主任卢克(52.6) 后勤部政委梅宏德 河北省公安总队第二政委宋文庄 邯郸军分区司令员陶国清 保定军分区司令员李德才 天津军分区司令员唐家礼 张家口军分区司令员杨福隆 唐山军分区司令员李金才 邢台军分区司令员张光迪 衡水军分区副政委王谦
- 山西军区司令员萧思明 政治部主任杨裕山 干部部部长王黎生 后勤部政委席绍光 山西军区军政干校校长李尚德 长冶军分区司令员苏鲁 临汾军分区司令员王才贵 榆次军分区司令员谢国仪/韩卫民 忻县军分区司令员李明如 雁北军分区司令员赵玉玺 晋东南军分区司令员巫德久 晋南军分区司令员席绍光
- 平原军区司令员刘致远，副司令员张开荆，副政委谢良 参谋长刘德海(52.6) 政治部主任曾宪池/52.6杨明山  干部部部长刘世洪 副参谋长赖春风
- 察哈尔军区代司令员石志本 参谋长兼后勤司令员刘彬 参谋长刘冠军(52.6) 政治部主任王之平/梁正中(52.6) 后勤部部长兼政委李植林
- 内蒙古军区：副司令员王再天（兼内蒙古公安厅厅长） 参谋长胡秉权(50.2-52.7) 政治部主任廷懋 政治部副主任刘昌
- 绥远军区：第二副司令员刘华香 副政委杨叶澎，参谋长王耀南(51.2-52.7) 政治部主任雷宜之(51.6-52.7) 副参谋长孔飞 政治部副主任张德贵(52.9)
- 天津警备区 参谋长彭寿生 政治部主任兼塘沽水警区政委何辉 干部部部长罗亦经

1955年2月11日，华北军区改称北京军区。